# مسجد الصفا
مسجد الصفا (بالفارسية: مسجد صفا) هو مسجد تاريخي يعود إلى عصر القاجاريين، ويقع في أصفهان.